# Referendum costituzionale in Romania del 2003
Il referendum costituzionale del 2003 in Romania si è svolto in Romania nei giorni 18 e 19 ottobre 2003. Le modifiche alla costituzione rumena furono approvate dal 91,1% dei votanti.
Il referendum del 2003 costituì la prima revisione della costituzione rumena, dopo la sua entrata in vigore avvenuta l'8 dicembre 1991. Il referendum ha modificato gli articoli 1, 2, 5, 9, 11, 15, 16, 20 e 21. In particolare, sono stati radicalmente modificati i principi che regolano i procedimenti penali e i tempi della custodia preventiva. Le modifiche del 2003 hanno introdotto altresì il principio che "la libertà di una persona di sviluppare la sua spiritualità e di accedere ai valori della cultura nazionale e universale non deve essere limitata".

## Risultati
| Preferenza                    | Voti     | %     |
| ----------------------------- | -------- | ----- |
| Sì                            | 8915022  | 91,1  |
| No                            | 875172   | 8,9   |
| Voti validi                   | 9790194  | 98,5  |
| Schede bianche/nulle          | 148,247  | 1,5   |
| Totale votanti                | 9938441  | 100,0 |
| Elettori registrati/affluenza | 17842103 | 55,7  |
| Fonte: Nohlen & Stöver        |          |       |